# Lijst van rijksmonumenten in Rotterdam Centrum
Dit is een lijst van inschrijvingen in het rijksmonumentenregister die zich bevinden in Rotterdam Centrum.

## Dijkzigt
| Object | Oorspronkelijke functie?  | Bouwjaar                    | Architect | Locatie                                   | Coördinaten?                  | Nr.?   | Afbeelding |
| --- | ------------------------- | --------------------------- | --- | ----------------------------------------- | ----------------------------- | ------ | --- |
| Het pand, vanwege een kamer met betimmering met gecanneleerde Korinthische halve zuilen, gesneden kroonlijst, plafond met allegorisch schilderstuk in ovale omlijsting van stucwerk en schouw met pilasters en schoorsteenstuk | Woonhuis                  | laatste helft 17e eeuw      | | Westersingel 84                           | 51° 54' 52" NB, 4° 28' 28" OL | 32831  | Meer afbeeldingen |
| Pand, gepleisterde gevels, risalerende hoekpartijen. In pleister gebosseerde sokkelverdieping. Klassicistisch ornament onder de vensters. Rijk geprofileerde houten kroonlijst rond het gebouw                                 | Handel en kantoor         | derde kwart van de 19e eeuw | | Westersingel 74                           | 51° 54' 55" NB, 4° 28' 26" OL | 32832  | Meer afbeeldingen |
| Gepleisterd herenhuis met boven de door in paren geplaatste consoles gedragen kroonlijst en attiek. Vormt een geheel met buurnummer 98                                                                                         | Woonhuis                  | derde kwart 19e eeuw        | | Westersingel 97                           | 51° 54' 49" NB, 4° 28' 30" OL | 32833  | Gepleisterd herenhuis met boven de door in paren geplaatste consoles gedragen kroonlijst en attiek. Vormt een geheel met buurnummer 98 |
| Gepleisterd herenhuis met boven de door in paren geplaatste consoles gedragen kroonlijst en attiek. Vormt een geheel met buurnummer 97                                                                                         | Woonhuis                  | derde kwart 19e eeuw        | | Westersingel 98                           | 51° 54' 49" NB, 4° 28' 30" OL | 32834  | Meer afbeeldingen |
| Villa. Gepleisterde gevel met getoogde en rechthoekige vensters, driezijdig uitgebouwde erker met balconhek en bekronend fronton                                                                                               | Woonhuis                  | derde kwart 19e eeuw        | | Westersingel 101                          | 51° 54' 49" NB, 4° 28' 30" OL | 32835  | Meer afbeeldingen |
| Villa. Gepleisterde gevel met getoogde en rechthoekige vensters, driezijdig uitgebouwde erker met balconhek en bekronend fronton                                                                                               | Woonhuis                  | derde kwart 19e eeuw        | | Westersingel 102                          | 51° 54' 48" NB, 4° 28' 30" OL | 32836  | Meer afbeeldingen |
| Vrijstaand woonhuis | Woonhuis                  | 1931-1934                   | J.A.Brinkman en L.C. van der Vlugt                                                                              | Museumpark 9 (voorheen Mathenesserlaan 9) | 51° 54' 53" NB, 4° 28' 22" OL | 46872  | Meer afbeeldingen |
| Museum Boijmans Van Beuningen: hoofdgebouw | Welzijn, kunst en cultuur | 1929-1935                   | A. van der Steur                                                                                                | Museumpark 18                             | 51° 54' 59" NB, 4° 28' 34" OL | 513878 | Meer afbeeldingen |
| Museum Boijmans Van Beuningen: museumtuin | Tuin, park en plantsoen   | 1935                        | A. van der Steur                                                                                                | Museumpark bij 18                         | 51° 54' 51" NB, 4° 28' 36" OL | 513879 | Meer afbeeldingen |
| Museum Boijmans Van Beuningen: tuinmuur en monument voor G.J. de Jongh | Gedenkteken               | 1928-1935                   | A. van der Steur, met bijdragen van L. Bolle, J. Gidding en Henk Chabot                                         | Museumpark tegenover 18                   | 51° 54' 51" NB, 4° 28' 36" OL | 513880 | Meer afbeeldingen |
| Museum Boijmans Van Beuningen: Hekwerk voormalige boerderij Muyden | Erfscheiding              | 1650-1700                   | | Museumpark bij 18                         | 51° 54' 51" NB, 4° 28' 36" OL | 513881 | Meer afbeeldingen |
| Remonstrantse Kerk: kerk, orgel met consistorie. Ook bekend in Rotterdam als de Arminiuskerk | Kerk en kerkonderdeel     | 1895-1897                   | H. Evers en J.P. Stok Wzn.                                                                                      | Westersingel 76 / Museumpark 3            | 51° 54' 54" NB, 4° 28' 25" OL | 513882 | Meer afbeeldingen |
| Stoomgemaal met woonhuis/kantoor in neo-Renaissancestijl | Gemaal                    | 1891                        | G.J. de Jongh t, onder supervisie van de gemeentelijke architecten ir. W.G. Witteveen en ir. A.J. van der Steur | Westersingel 314                          | 51° 54' 44" NB, 4° 28' 35" OL | 513883 | Meer afbeeldingen |
| GEB-gebouw | Handel en kantoor         | 1927-1931                   | J. Poot | Rochussenstraat 230e.a.                   | 51° 54' 37" NB, 4° 27' 37" OL | 513884 | Meer afbeeldingen |
| Voormalig kantoor Unilever | Handel en kantoor         | 1930-1931                   | H.F. Mertens | Rochussenstraat 78/Museumpark 40          | 51° 54' 48" NB, 4° 28' 7" OL  | 513885 | Meer afbeeldingen |
| Chabot Museum | Woonhuis                  | 1938                        | L. Stokla | Museumpark 11                             | 51° 54' 53" NB, 4° 28' 20" OL | 513886 | Meer afbeeldingen |
| Villa Dijkzigt | Woonhuis                  | derde kwart 19e eeuw        | | Westzeedijk 345                           | 51° 54' 39" NB, 4° 28' 21" OL | 32844  | Meer afbeeldingen |
| Huis Sonneveld: vrijstaand woonhuis met dubbele garage | Woonhuis                  | 1928-32                     | J.A.Brinkman en L.C. van der Vlugt                                                                              | Jongkindstraat 12                         | 51° 54' 56" NB, 4° 28' 20" OL | 46870  | Meer afbeeldingen |

## Oude Westen
| Object | Oorspronkelijke functie? | Bouwjaar              | Architect              | Locatie              | Coördinaten?                  | Nr.?   | Afbeelding                                                       |
| --- | ------------------------ | --------------------- | ---------------------- | -------------------- | ----------------------------- | ------ | ---------------------------------------------------------------- |
| Oud-Katholieke Kerk van de H.H. Petrus en Paulus(Sinds 1968 ook als rooms-katholieke kerk in gebruik.) | Kerk en kerkonderdeel    | 1908                  | P.A. van Weelderenburg | Nieuwe Binnenweg 25  | 51° 55' 1" NB, 4° 28' 17" OL  | 32801  | Meer afbeeldingen                                                |
| Hoek Nw. Binnenweg/Mathenesserlaan | Appartementengebouw      | 1930-1932             |                        | Nieuwe Binnenweg 149 | 51° 54' 52" NB, 4° 27' 56" OL | 513942 | Meer afbeeldingen                                                |
| Herenhuis in Neo-Renaissance stijl met Neo-Gotische detaillering | Woonhuis                 | 1895                  | J. van Gils            | Westersingel 35      | 51° 55' 6" NB, 4° 28' 18" OL  | 513941 | Herenhuis in Neo-Renaissance stijl met Neo-Gotische detaillering |
| Monumentaal herenhuis, met sobere lijstgevels, bestaande uit een rechter gedeelte van vier en een linkergedeelte van drie traveeën. Gebosseerde benedenverdieping en in de verdiepingen vensters met hoofdgestellen | Woonhuis                 | derde kwart 19e eeuw  |                        | Westersingel 37      | 51° 55' 5" NB, 4° 28' 18" OL  | 32829  | Meer afbeeldingen                                                |
| Deftig herenhuis met hoge, in pleister gebosseerde lijstgevel. Hardstenen onderpui; vensters en bel-etage en verdieping met hoofdgestellen op consoles                                                              | Werk-woonhuis            | vierde kwart 19e eeuw |                        | Westersingel 41      | 51° 55' 4" NB, 4° 28' 19" OL  | 32830  | Meer afbeeldingen                                                |

## Stadsdriehoek
| Object | Oorspronkelijke functie?  | Bouwjaar                         | Architect                                        | Locatie                                                           | Coördinaten?                  | Nr.?   | Afbeelding |
| --- | ------------------------- | -------------------------------- | ------------------------------------------------ | ----------------------------------------------------------------- | ----------------------------- | ------ | --- |
| Voormalig bankgebouw Mees & Hope | Handel en kantoor         | 1930-1934                        | A.J. Kropholler en A.A. Nieuwenhuijze            | Blaak 10                                                          | 51° 55' 8" NB, 4° 29' 19" OL  | 513762 | Meer afbeeldingen |
| Stadhuis | Bestuursgebouw en onderdl | 1914-1920                        | prof. ir. H. Evers                               | Coolsingel 40                                                     | 51° 55' 22" NB, 4° 28' 45" OL | 513763 | Meer afbeeldingen |
| Centraal Postkantoor | Overheidsgebouw           | 1915-1922                        | G.C.Bremer                                       | Coolsingel 42                                                     | 51° 55' 19" NB, 4° 28' 47" OL | 513764 | Meer afbeeldingen |
| Handels Beurs, sinds 1987 Beurs World Trade Center Rotterdam | Handel en kantoor         | 1936-1940                        | J.F.Staal                                        | Coolsingel 46A                                                    | 51° 55' 15" NB, 4° 28' 51" OL | 513765 | Meer afbeeldingen |
| Kantoorgebouw "Erasmushuis" van de Hollandse Bank Unie | Handel en kantoor         | 1939-1940                        | W.M. Dudok                                       | Coolsingel 104                                                    | 51° 55' 8" NB, 4° 28' 51" OL  | 513766 | Meer afbeeldingen |
| Bankgebouw Rotterdamsche Bank | Bankgebouw                | 1941                             | E.H.A. (Evert) en H.M.J.H. (Herman) Kraaijvanger | Coolsingel 119 3012 AG Rotterdam Coolsingel 119 3012 AG Rotterdam | 51° 55' 18" NB, 4° 28' 42" OL | 530919 | Meer afbeeldingen |
| Bronzen standbeeld van Erasmus | Gedenkteken               | 1622                             | Hendrick de Keijser                              | Grotekerkplein bij 5                                              | 51° 55' 18" NB, 4° 29' 4" OL  | 32784  | Meer afbeeldingen |
| Toren der Grote of St. Laurenskerk. Ingebouwde westtoren. Bouw toren begonnen | Kerk en kerkonderdeel     | 1448-ca. 1525                    |                                                  | Grotekerkplein bij 15                                             | 51° 55' 17" NB, 4° 29' 6" OL  | 32782  | Meer afbeeldingen |
| Grote- of St. Laurenskerk | Kerk en kerkonderdeel     | 1525                             |                                                  | Grotekerkplein 15                                                 | 51° 55' 18" NB, 4° 29' 8" OL  | 32783  | Meer afbeeldingen |
| Koopmanshuis. Eenvoudige lijstgevel met gebosseerde pui en hoekkettingen. In de pui getoogde vensters en deur. De vensters van de bel-etage en de verdiepingen hebben 18-12- en 9-ruitsschuiframen                            | Woonhuis                  | eerste kwart 18e eeuw            |                                                  | Haringvliet 76                                                    | 51° 55' 10" NB, 4° 29' 43" OL | 32761  | Meer afbeeldingen |
| Gepleisterd koopmanshuis met eenvoudige lijstgevel. Onder de kroonlijst liggende vensters, gescheiden door triglyfen | Werk-woonhuis             | eerste kwart 18e eeuw            |                                                  | Haringvliet 78                                                    | 51° 55' 10" NB, 4° 29' 43" OL | 32762  | Meer afbeeldingen |
| Koopmanshuis, met gepleisterde lijstgevel. Onder de kroonlijst liggende vensters, gescheiden door triglyfen | Werk-woonhuis             | eerste kwart 18e eeuw            |                                                  | Haringvliet 80                                                    | 51° 55' 10" NB, 4° 29' 42" OL | 32763  | Meer afbeeldingen |
| Koopmanshuis, met eenvoudige, gepleisterde lijstgevel en brede cordonlijst boven de onderpui | Werk-woonhuis             | eerste kwart 18e eeuw            |                                                  | Haringvliet 84                                                    | 51° 55' 10" NB, 4° 29' 42" OL | 32764  | Meer afbeeldingen |
| Koopmanshuis, met eenvoudige, gepleisterde lijstgevel en brede cordonlijst boven de onderpui | Werk-woonhuis             | eerste kwart 18e eeuw            |                                                  | Haringvliet 86                                                    | 51° 55' 10" NB, 4° 29' 42" OL | 32765  | Meer afbeeldingen |
| Koopmanshuis, met gebosseerde natuurstenen lijstgevel en vensters met acht- en zesruitsschuiframen in Empire-trant | Werk-woonhuis             | eerste kwart 18e eeuw            |                                                  | Haringvliet 88                                                    | 51° 55' 10" NB, 4° 29' 41" OL | 32766  | Meer afbeeldingen |
| Koopmanshuis, met gepleisterde lijstgevel en consoles onder de kroonlijst | Werk-woonhuis             | eerste kwart 18e eeuw            |                                                  | Haringvliet 90                                                    | 51° 55' 10" NB, 4° 29' 41" OL | 32767  | Meer afbeeldingen |
| Koopmanshuis, met gebosseerde, natuurstenen lijstgevel | Werk-woonhuis             | eerste kwart 18e eeuw            |                                                  | Haringvliet 92A                                                   | 51° 55' 10" NB, 4° 29' 40" OL | 32768  | Meer afbeeldingen |
| Koopmanshuis, met gebosseerde, natuurstenen gevel en kroonlijst. Schuiframen en balconhekjes, 19e eeuw | Werk-woonhuis             | eerste kwart 18e eeuw            |                                                  | Haringvliet 94                                                    | 51° 55' 9" NB, 4° 29' 40" OL  | 32769  | Meer afbeeldingen |
| Koopmanshuis, met gebosseerde, natuurstenen lijstgevel, waarin een jaartal. Brede cordonlijst boven de onderpui | Werk-woonhuis             | 1711                             |                                                  | Haringvliet 96                                                    | 51° 55' 9" NB, 4° 29' 40" OL  | 32770  | Meer afbeeldingen |
| Koopmanshuis, met gebosseerde, natuurstenen lijstgevel. In de door een cordonlijst van de bel-etage gescheiden onderpui een rijk gesneden voordeur, Lodewijk XIV. Rijke interieurs in Lodewijk XIV, XV- en XVI-stijl          | Werk-woonhuis             | eerste kwart 18e eeuw            |                                                  | Haringvliet 98                                                    | 51° 55' 9" NB, 4° 29' 40" OL  | 32771  | Meer afbeeldingen |
| Schielandshuis, thans Historisch Museum. Gebouwd door Pieter Post en Jacob Lois | Bestuursgebouw en onderdl | 1662-1665 (bouw) 1864 (hersteld) |                                                  | Korte Hoogstraat 31                                               | 51° 55' 9" NB, 4° 28' 53" OL  | 32781  | Meer afbeeldingen |
| Spanjaardsbrug | Brug                      | 1885                             | G.J. de Jongh, W.N. Rose                         | Spaansekade 100                                                   | 51° 55' 16" NB, 4° 29' 53" OL | 513767 | Meer afbeeldingen |
| Koopmanshuis, doorlopend naar Wijnstraat 14, met eenvoudige gevel, afgesloten door een houten kroonlijst met triglyphen en metopen                                                                                            | Werk-woonhuis             | 18e eeuw                         |                                                  | Wijnhaven 13                                                      | 51° 55' 7" NB, 4° 29' 29" OL  | 32848  | Meer afbeeldingen |
| Koopmanshuis met gepleisterde lijstgevel en hardstenen onderpui. 18e-eeuws; gevel van karakter | Werk-woonhuis             | derde kwart 19e eeuw             |                                                  | Wijnhaven 15                                                      | 51° 55' 7" NB, 4° 29' 28" OL  | 32849  | Meer afbeeldingen |
| Koopmanshuis, met eenvoudige lijstgevel, waarvan de houten kroonlijst triglyphen en metopen bezit. Hardstenen onderpui, gebosseerd, met getoogd middenvenster, in welks geprofileerde omlijsting een gebeeldhouwde sluitsteen | Werk-woonhuis             | 18e eeuw                         |                                                  | Wijnhaven 21                                                      | 51° 55' 8" NB, 4° 29' 27" OL  | 32850  | Koopmanshuis, met eenvoudige lijstgevel, waarvan de houten kroonlijst triglyphen en metopen bezit. Hardstenen onderpui, gebosseerd, met getoogd middenvenster, in welks geprofileerde omlijsting een gebeeldhouwde sluitsteen |
| Regentessebrug. Over het water van Wijnkade-Wijnhaven een natuurstenen, rijk met beeldhouwwerk in de trant van de Tweede Keizerrijk versierde brug                                                                            | Brug                      | laatste kwart 19e eeuw           |                                                  | Regentessebrug                                                    | 51° 55' 1" NB, 4° 29' 7" OL   | 32851  | Meer afbeeldingen |
| Witte Huis | Handel en kantoor         | 1897-1898                        | W. Molenbroek                                    | Wijnhaven 3                                                       | 51° 55' 8" NB, 4° 29' 31" OL  | 334003 | Meer afbeeldingen |

## Cool
| Object | Oorspronkelijke functie? | Bouwjaar             | Architect                             | Locatie              | Coördinaten?                  | Nr.?   | Afbeelding                                       |
| --- | ------------------------ | -------------------- | ------------------------------------- | -------------------- | ----------------------------- | ------ | ------------------------------------------------ |
| Stationspostgebouw | Postkantoor              | 1959                 | Kraaijvanger Architects               | Delftseplein 31      | 51° 54' 53" NB, 4° 28' 20" OL | 532224 | Meer afbeeldingen                                |
| Herenhuis met gepleisterde lijstgevel en stucversieringen | Woonhuis                 | derde kwart 19e eeuw |                                       | Eendrachtsweg 19     | 51° 54' 57" NB, 4° 28' 29" OL | 32745  | Meer afbeeldingen                                |
| Herenhuis met gepleisterde lijstgevel en stucversieringen | Woonhuis                 | derde kwart 19e eeuw |                                       | Eendrachtsweg 20     | 51° 54' 57" NB, 4° 28' 29" OL | 32746  | Meer afbeeldingen                                |
| Herenhuis met gepleisterde lijstgevel en stucversieringen | Woonhuis                 | derde kwart 19e eeuw |                                       | Eendrachtsweg 21     | 51° 54' 57" NB, 4° 28' 29" OL | 32747  | Meer afbeeldingen                                |
| Herenhuis met gepleisterde lijstgevel en stucversieringen | Woonhuis                 | derde kwart 19e eeuw |                                       | Eendrachtsweg 22     | 51° 54' 57" NB, 4° 28' 29" OL | 32748  | Meer afbeeldingen                                |
| Herenhuis met gepleisterde lijstgevel en stucversieringen | Woonhuis                 | derde kwart 19e eeuw |                                       | Eendrachtsweg 23     | 51° 54' 56" NB, 4° 28' 29" OL | 32749  | Meer afbeeldingen                                |
| Herenhuis met gepleisterde lijstgevel en stucversieringen | Woonhuis                 | derde kwart 19e eeuw |                                       | Eendrachtsweg 24     | 51° 54' 56" NB, 4° 28' 30" OL | 32750  | Meer afbeeldingen                                |
| Herenhuis met gepleisterde lijstgevel en stucversieringen | Woonhuis                 | derde kwart 19e eeuw |                                       | Eendrachtsweg 25     | 51° 54' 56" NB, 4° 28' 30" OL | 32751  | Meer afbeeldingen                                |
| Herenhuis met gepleisterde lijstgevel en stucversieringen | Woonhuis                 | derde kwart 19e eeuw |                                       | Eendrachtsweg 26A    | 51° 54' 56" NB, 4° 28' 30" OL | 32752  | Meer afbeeldingen                                |
| Herenhuis met gepleisterde lijstgevel en stucversieringen | Woonhuis                 | derde kwart 19e eeuw |                                       | Eendrachtsweg 27A    | 51° 54' 55" NB, 4° 28' 30" OL | 32753  | Meer afbeeldingen                                |
| Herenhuis met gepleisterde lijstgevel en stucversieringen | Woonhuis                 | derde kwart 19e eeuw |                                       | Eendrachtsweg 33A    | 51° 54' 53" NB, 4° 28' 31" OL | 32754  | Meer afbeeldingen                                |
| Herenhuis met gepleisterde lijstgevel en stucversieringen | Woonhuis                 | derde kwart 19e eeuw |                                       | Eendrachtsweg 34     | 51° 54' 53" NB, 4° 28' 32" OL | 32755  | Meer afbeeldingen                                |
| Herenhuis met gepleisterde lijstgevel en stucversieringen | Woonhuis                 | derde kwart 19e eeuw |                                       | Eendrachtsweg 35     | 51° 54' 53" NB, 4° 28' 32" OL | 32756  | Meer afbeeldingen                                |
| Herenhuis, met gepleisterde lijstgevel waarvan de middenpartij op de verdieping een getoogde loggia met balkon op consoles heeft                                                                 | Woonhuis                 | derde kwart 19e eeuw |                                       | Eendrachtsweg 59     | 51° 54' 47" NB, 4° 28' 36" OL | 32757  | Meer afbeeldingen                                |
| Herenhuis met gepleisterde lijstgevel. Het vooruitspringende rechter gedeelte heeft een balkon op consoles en een middenvenster op de verdieping met hoofdgestel en versieringen in Empire-trant | Woonhuis                 | derde kwart 19e eeuw |                                       | Eendrachtsweg 60     | 51° 54' 47" NB, 4° 28' 36" OL | 32758  | Meer afbeeldingen                                |
| Herenhuis met gepleisterde lijstgevel. Middenpartij met loggia's, stucversieringen en kroonlijst op uitgekraagd boogfries                                                                        | Woonhuis                 | derde kwart 19e eeuw |                                       | Eendrachtsweg 67     | 51° 54' 45" NB, 4° 28' 38" OL | 32759  | Meer afbeeldingen                                |
| Herenhuis met gepleisterde gevel, versierd met stucwerk | Woonhuis                 | derde kwart 19e eeuw |                                       | Mauritsweg 47        | 51° 55' 5" NB, 4° 28' 23" OL  | 32794  | Meer afbeeldingen                                |
| Herenhuis met gepleisterde gevel, versierd met stucwerk | Werk-woonhuis            | derde kwart 19e eeuw |                                       | Mauritsweg 48        | 51° 55' 5" NB, 4° 28' 23" OL  | 32795  | Meer afbeeldingen                                |
| Herenhuis met gepleisterde gevel, versierd met stucwerk | Werk-woonhuis            | derde kwart 19e eeuw |                                       | Mauritsweg 49        | 51° 55' 5" NB, 4° 28' 23" OL  | 32796  | Meer afbeeldingen                                |
| Herenhuis met bakstenen gevel. Vensteromlijstingen en fries met consoles onder de kroonlijst uitgevoerd in stucwerk en pleister                                                                  | Woonhuis                 | derde kwart 19e eeuw |                                       | Mauritsweg 50        | 51° 55' 4" NB, 4° 28' 23" OL  | 32797  | Meer afbeeldingen                                |
| Herenhuis met gepleisterde lijstgevel met stucversieringen | Woonhuis                 | derde kwart 19e eeuw |                                       | Mauritsweg 51        | 51° 55' 4" NB, 4° 28' 22" OL  | 32798  | Meer afbeeldingen                                |
| Herenhuis met gepleisterde lijstgevel. Stucversieringen en in paren geplaatste consoles onder de kroonlijst                                                                                      | Werk-woonhuis            | derde kwart 19e eeuw |                                       | Mauritsweg 56        | 51° 55' 3" NB, 4° 28' 23" OL  | 32799  | Meer afbeeldingen                                |
| Woonflat met winkels op de begane grond in functionalistische stijl | Appartementengebouw      | 1939                 | Jan Wils                              | Schiedamse Vest 2    | 51° 55' 2" NB, 4° 28' 49" OL  | 513768 | Meer afbeeldingen                                |
| Waalse Kerk met aangrenzende Kosterswoning in een traditionalistische stijl | Kerk en kerkonderdeel    | 1923-1925            | J. Verheul Dzn. en J. van Wijngaarden | Schiedamse Vest 190  | 51° 54' 50" NB, 4° 28' 48" OL | 513769 | Meer afbeeldingen                                |
| Voormalige Kosteloze Bewaarschool | Onderwijs en wetenschap  | 1856                 | W.N. Rose                             | Schiedamsesingel 203 | 51° 54' 47" NB, 4° 28' 44" OL | 513782 | Meer afbeeldingen                                |
| Groep van drie statige aaneengesloten herenhuizen gebouwd in een verfijnde Eclectische stijl | Woonhuis                 | 1865                 | H.J. Kup                              | Schiedamsesingel 181 | 51° 54' 49" NB, 4° 28' 44" OL | 513783 | Meer afbeeldingen                                |
| Voormalig bankgebouw Rotterdamsche Hypotheekbank | Handel en kantoor        | 1928                 |                                       | Schiedamse Vest 89   | 51° 54' 58" NB, 4° 28' 47" OL | 513784 | Voormalig bankgebouw Rotterdamsche Hypotheekbank |
| Concertgebouw De Doelen | Concertgebouw            | 1968, 1955-1966      | Bureau Kraaijvanger                   | Schouwburgplein 50   | 51° 55' 19" NB, 4° 28' 23" OL | 532212 | Meer afbeeldingen                                |

## Scheepvaartkwartier
Het Scheepvaartkwartier kent 98 rijksmonumenten. Zie Lijst van rijksmonumenten in het Scheepvaartkwartier voor een overzicht.

## Beschermde gezichten
- Rijksbeschermd gezicht Blijdorp / Bergpolder
- Rijksbeschermd gezicht Heemraadssingel-Mathenesserlaan
- Rijksbeschermd gezicht Kralingen - Midden
- Rijksbeschermd gezicht Noordereiland
- Rijksbeschermd gezicht Rotterdam - Delfshaven
- Rijksbeschermd gezicht Rotterdam - Delfshaven Uitbreiding
- Rijksbeschermd gezicht Rotterdam - Scheepvaartkwartier
- Rijksbeschermd gezicht Rotterdam - Waterproject
- Rijksbeschermd gezicht Tuindorp Vreewijk